# Украина на летних Олимпийских играх 2004
Украина на летних Олимпийских играх 2004 была представлена Национальным олимпийским комитетом Украины (НОКУ).

## Медали
| Золото |                  |                                               |
| #      | Спортсмен (-ы)   | Вид спорта (дисциплина)                       |
| 1      | Валерий Гончаров | Спортивная гимнастика (параллельные брусья)   |
| 2      | Юрий Никитин     | Прыжки на батуте                              |
| 3      | Елена Костевич   | Стрельба (пневматический пистолет, 10 метров) |
| 4      | Яна Клочкова     | Плавание (200 метров, комплексно)             |
| 5      | Яна Клочкова     | Плавание (400 метров, комплексно)             |
| 6      | Наталья Скакун   | Тяжёлая атлетика (до 63 кг)                   |
| 7      | Эльбрус Тедеев   | Вольная борьба (до 66 кг)                     |
| 8      | Ирина Мерлени    | Вольная борьба (до 48 кг)                     |

| Серебро |                                                   |                                               |
| #       | Спортсмен (-ы)                                    | Вид спорта (дисциплина)                       |
| 1       | Елена Красовская                                  | Лёгкая атлетика (бег, 100 метров с барьерами) |
| 2       | Роман Гонтюк                                      | Дзюдо (до 81 кг)                              |
| 3       | Георгий Леончук, Родион Лука                      | Парусный спорт (49er)                         |
| 4       | Анна Калинина, Светлана Матевушева, Руслана Таран | Парусный спорт (класс «Инглинг»)              |
| 5       | Игорь Разорёнов                                   | Тяжёлая атлетика (до 105 кг)                  |

| Бронза | |                                              |
| #      | Спортсмены | Вид спорта (дисциплина)                      |
| 1      | Дмитрий Грачёв, Виктор Рубан, Александр Сердюк | Стрельба из лука (мужская команда)           |
| 2      | Татьяна Терещук-Антипова | Лёгкая атлетика, бег, 400 метров с барьерами |
| 3      | Виктория Стёпина | Лёгкая атлетика (прыжки в высоту)            |
| 4      | Анна Балобанова, Елена Череватова, Инна Осипенко-Радомская, Татьяна Семыкина | Гребля на байдарках и каноэ (К4 500 метров)  |
| 5      | Владислав Третьяк | Фехтование (индивидуальная сабля)            |
| 6      | Анна Бессонова | Художественная гимнастика                    |
| 7      | Анастасия Бородина, Наталья Борисенко, Анна Бурмистрова, Ирина Гончарова, Наталья Ляпина, Галина Маркушевская, Елена Радченко, Оксана Райхель, Людмила Шевченко, Татьяна Шинкаренко, Анна Сюкало, Елена Цыгица, Марина Вергелюк, Елена Яценко, Лариса Заспа | Гандбол (женская сборная)                    |
| 8      | Сергей Белоущенко, Сергей Гринь, Олег Лыков, Леонид Шапошников | Академическая гребля (мужская четвёрка)      |
| 9      | Андрей Сердинов | Плавание (100 метров, баттерфляй)            |

## Состав Украинской олимпийской команды

### Академическая гребля
Спортсменов — 10
| Спортсмен                                                                  | Соревнование             | Отборочные | Отборочные | Доп. заплыв | Доп. заплыв | Полуфинал | Полуфинал | Финал           | Финал     |
| Спортсмен                                                                  | Соревнование             | Время      | Место      | Время       | Место       | Время     | Место     | Время           | Место     |
| -------------------------------------------------------------------------- | ------------------------ | ---------- | ---------- | ----------- | ----------- | --------- | --------- | --------------- | --------- |
| Сергей Белоущенко Сергей Гринь Олег Лыков Леонид Шапошников                | Парные четвёрки, мужчины | 5:43,23    | 2          |             |             | 5:44,00   | 3         | Финал А 5:58,87 |           |
| Наталья Губа Светлана Мазий                                                | Парные двойки, женщины   | 7:39,02    | 3          |             |             | Не прошли | Не прошли | Не прошли       | Не прошли |
| Татьяна Колесникова Елена Олефиренко Елена Ронжина-Морозова Яна Дементьева | Парные четвёрки, женщины | 6:21,24    | 4          |             |             | 6:24,64   | 2         | Финал A 6:34,31 | DSQ       |

### Гребля на байдарках и каноэ
Спортсменов — 7

#### Гребля на гладкой воде
Мужчины
| Соревнование        | Спортсмены                        | Отборочная гонка | Отборочная гонка | Полуфинал | Полуфинал | Финал     | Финал     |
| Соревнование        | Спортсмены                        | Время            | Место            | Время     | Место     | Время     | Место     |
| ------------------- | --------------------------------- | ---------------- | ---------------- | --------- | --------- | --------- | --------- |
| Мужчины, C-1 500 м  | Юрий Чебан                        | 2:00,238         | 6                | 1:53,385  | 6         | Не прошёл | Не прошёл |
| Мужчины, C-1 1000 м | Юрий Чебан                        | 4:00,637         | 6                | DSQ       | DSQ       | Не прошёл | Не прошёл |
| Мужчины, C-2 500 м  | Руслан Джалилов Максим Прокопенко | 1:44,532         | 5                | 1:42,860  | 4         | Не прошли | Не прошли |
| Мужчины, C-2 1000 м | Руслан Джалилов Максим Прокопенко | 3:36,075         | 6                | 3:35,740  | 6         | Не прошли | Не прошли |

Женщины
| Соревнование | Спортсмены                                                                | Отборочная гонка | Отборочная гонка | Полуфинал | Полуфинал | Финал    | Финал |
| Соревнование | Спортсмены                                                                | Время            | Место            | Время     | Место     | Время    | Место |
| ------------ | ------------------------------------------------------------------------- | ---------------- | ---------------- | --------- | --------- | -------- | ----- |
| Б-4, 500 м   | Анна Балабанова Инна Осипенко-Радомская Татьяна Семыкина Елена Череватова | 1:33,057         | 2                |           |           | 1:36,192 | 3     |

### Бокс
Спортсменов — 6
| Спортсмен       | Категория   | 1/32                                 | 1/16                               | Четвертьфиналы                       | Полуфиналы           | Финал                | Место |
| Спортсмен       | Категория   | Соперник Результат                   | Соперник Результат                 | Соперник Результат                   | Соперник Результат   | Соперник Результат   | Место |
| --------------- | ----------- | ------------------------------------ | ---------------------------------- | ------------------------------------ | -------------------- | -------------------- | ----- |
| Максим Третьяк  | До 54 кг    | Архенис Мендес (DOM) Поб. 30:24      | Жолт Бедак (HUN) Поб. 27:24        | Агаси Мамедов (AZE) Пор. 12:32       | Завершил выступление | Завершил выступление |       |
| Владимир Кравец | До 60 кг    | Асгар Али Шах (PAK) Пор. 19:21       | Завершил выступление               | Завершил выступление                 | Завершил выступление | Завершил выступление |       |
| Виктор Поляков  | До 69 кг    | Джерард О`Махони (AUS) Поб. 57:24    | Ксавье Ноэль (FRA) Поб. 52:32      | Бахтияр Артаев (KAZ) Пор. -:+        | Завершил выступление | Завершил выступление |       |
| Олег Машкин     | До 75 кг    | Котсо Годфрей Мотау (RSA) Поб. 25:22 | Лукаш Вилашек (GER) Поб. 34:24     | Прасатинфимай Сурия (THA) Поб. 22:28 | Завершил выступление | Завершил выступление |       |
| Андрей Федчук   | До 81 кг    | Джитендер Кумар (IND) Поб. +:-       | Лэй Юйпин (CHN) Пор. 9:17          | Завершил выступление                 | Завершил выступление | Завершил выступление |       |
| Алексей Мазыкин | Свыше 91 кг | Александр Апанасёнок (BLR) Поб. 5:3  | Роберто Каммарелле (ITA) Поб. 10:4 | Не прошёл                            | Не прошёл            | Не прошёл            |       |

В категории до 64 кг должен был выступать вице-чемпион Европы Игорь Пащук, он прибыл на соревнования, однако из-за травмы глаза не смог пройти медкомиссию и утром в день жеребьёвки накануне старта Игр был дисквалифицирован. Поскольку полученная Пащуком олимпийская лицензия была именной, украинская команда не имела возможности заменить его каким-либо другим боксёром.

### Дзюдо
Спортсменов — 8
Мужские соревнования
| Спортсмен         | Категория    | Предварительный раунд | 1/32                        | 1/16                             | Четвертьфиналы            | Полуфиналы                | Финал                    | Первый доп. раунд     | Утешительный четвертьфинал | Утешительный полуфинал | За 3 место Финал     | Место |
| Спортсмен         | Категория    | Соперник Результат    | Соперник Результат          | Соперник Результат               | Соперник Результат        | Соперник Результат        | Соперник Результат       | Соперник Результат    | Соперник Результат         | Соперник Результат     | Соперник Результат   | Место |
| ----------------- | ------------ | --------------------- | --------------------------- | -------------------------------- | ------------------------- | ------------------------- | ------------------------ | --------------------- | -------------------------- | ---------------------- | -------------------- | ----- |
| Муса Настуев      | До 66 кг     |                       | Жуан Пина (POR) Пор.        | Закончил выступление             | Закончил выступление      | Закончил выступление      | Закончил выступление     | Закончил выступление  | Закончил выступление       | Закончил выступление   | Закончил выступление |       |
| Геннадий Белодед  | До 73 кг     |                       | Хаисам Авад (EGY) Поб.      | Нуреддин Ягуби (ALG) Поб.        | Ли Вон Хи (KOR) Пор.      |                           |                          |                       | Джимми Педро (USA) Пор.    | Закончил выступление   | Закончил выступление |       |
| Роман Гонтюк      | До 81 кг     |                       | Адил Белгаид (MAR) Поб.     | Реза Чаххандаг (IRI) Поб.        | Флориан Ваннер (GER) Поб. | Роберт Кравчук (POL) Поб. | Илиас Илиадис (GRE) Пор. |                       |                            |                        |                      |       |
| Валентин Греков   | До 90 кг     |                       | Давид Аларса (ESP) Поб.     | Эдуардо Коста Грамайо (ARG) Пор. | Закончил выступление      | Закончил выступление      | Закончил выступление     | Закончил выступление  | Закончил выступление       | Закончил выступление   | Закончил выступление |       |
| Виталий Бубон     | До 100 кг    |                       | Орейдис Деспайне (CUB) Пор. | Закончил выступление             | Закончил выступление      | Закончил выступление      | Закончил выступление     | Закончил выступление  | Закончил выступление       | Закончил выступление   | Закончил выступление |       |
| Виталий Полянский | Свыше 100 кг |                       | Ислам Эль-Шехаби (EGY) Поб. | Паоло Бьянкесси (ITA) Пор.       |                           |                           |                          | Ким Сонбом (KOR) Пор. | Закончил выступление       | Закончил выступление   | Закончил выступление |       |

Женские соревнования
| Спортсмен           | Категория   | Предварительный раунд | 1/32               | 1/16                               | Четвертьфиналы            | Полуфиналы         | Финал              | Первый доп. раунд  | Утешительный четвертьфинал | Утешительный полуфинал | За 3 место Финал        | Место |
| Спортсмен           | Категория   | Соперник Результат    | Соперник Результат | Соперник Результат                 | Соперник Результат        | Соперник Результат | Соперник Результат | Соперник Результат | Соперник Результат         | Соперник Результат     | Соперник Результат      | Место |
| ------------------- | ----------- | --------------------- | ------------------ | ---------------------------------- | ------------------------- | ------------------ | ------------------ | ------------------ | -------------------------- | ---------------------- | ----------------------- | ----- |
| Анастасия Матросова | До 78 кг    |                       | Ли Соён (KOR) Поб. | Варвара Акиритидор (GRE) Поб.      | Рэйчел Вилдинг (GBR) Поб. | Лю Ся (CHN) Пор.   |                    |                    |                            |                        | Лучия Марико (ITA) Пор. | 4     |
| Марина Прокофьева   | Свыше 78 кг |                       |                    | Эрдэнэ-Очирын Долгормаа (MON) Поб. | Маки Цукада (JPN) Пор.    |                    |                    |                    | Джессика Мэлон (AUS) Поб.  | Чхве Суг-и (KOR) Поб.  | Сунь Фумин (CHN) Пор.   | 4     |

### Стрельба из лука
Спортсменов — 6
| Спортсмен                                            | Соревнование                        | Предварительный раунд | Предварительный раунд | 1/64                                    | 1/32                                       | 1/16                                    | Четвертьфиналы                | Полуфиналы                         | Матч за 3-е место          | Финал                 | Место |
| Спортсмен                                            | Соревнование                        | Очков                 | Номер посева          | Соперник Результат                      | Соперник Результат                         | Соперник Результат                      | Соперник Результат            | Соперник Результат                 | Соперник Результат         | Соперник Результат    | Место |
| ---------------------------------------------------- | ----------------------------------- | --------------------- | --------------------- | --------------------------------------- | ------------------------------------------ | --------------------------------------- | ----------------------------- | ---------------------------------- | -------------------------- | --------------------- | ----- |
| Виктор Рубан (15)                                    | Индивидуальные мужские соревнования | 660                   | 15                    | Джонатан Охайон (CAN) (50) Поб. 157:140 | Ванг Ченг Панг (TPE) (18) Поб. 167+9:167+8 | Лауренс Годфрей (GBR) (31) Пор. 162:167 | Закончил выступление          | Закончил выступление               | Закончил выступление       | Закончил выступление  |       |
| Александр Сердюк (25)                                | Индивидуальные мужские соревнования | 624                   | 25                    | Филипп Лопез (ESP) (40) Поб. 164:141    | Хосе Павиа Линд (DEN) (8) Поб. 165:164     | Хироси Ямамото (JPN) (9) Пор. 160:168   | Закончил выступление          | Закончил выступление               | Закончил выступление       | Закончил выступление  |       |
| Дмитрий Грачёв (6)                                   | Индивидуальные соревнования         | 671                   | 6                     | Магед Юссеф (EGY) (59) Поб. 154:128     | Ксуе Хайфенг (CHN) (8) Пор. 161:162        | Закончил выступление                    | Закончил выступление          | Закончил выступление               | Закончил выступление       | Закончил выступление  |       |
| Дмитрий Грачёв, Александр Сердюк, Виктор Рубан       | Командные мужские соревнования      | 1985                  | 4                     |                                         |                                            | Греция (GRE) (13) Поб. 243:225          | Япония (JPN) (5) Поб. 242:236 | Южная Корея (CHN) (1) Пор. 239:242 | США (USA) (1) Поб. 237:235 |                       |       |
| Татьяна Бережная (14)                                | Индивидуальные женские соревнования | 640                   | 14                    | Фотини Воватси (GRE) (51) Поб. 160:156  | Дженифер Николс (USA) (19) Пор. 160:163    | Закончила выступление                   | Закончила выступление         | Закончила выступление              | Закончила выступление      | Закончила выступление |       |
| Наталья Бурдейна (12)                                | Индивидуальные женские соревнования | 643                   | 12                    | Саёки Кавауши (JPN) (53) Пор. 129:137   | Закончила выступление                      | Закончила выступление                   | Закончила выступление         | Закончила выступление              | Закончила выступление      | Закончила выступление |       |
| Екатерина Палеха (59)                                | Индивидуальные женские соревнования | 595                   | 59                    | Янг Шу Чи (TPE) (6) Пор. 162:158        | Закончила выступление                      | Закончила выступление                   | Закончила выступление         | Закончила выступление              | Закончила выступление      | Закончила выступление |       |
| Татьяна Бережная, Наталья Бурдейна, Екатерина Палеха | Командные женские соревнования      | 1878                  | 10                    |                                         |                                            | Турция (TUR) (7) Поб. 244:234           | Китай (CHN) (2) Пор. 230:241  | Закончили выступление              | Закончили выступление      | Закончили выступление |       |

### Велоспорт

#### Маунтинбайк
Спортсменов − 1
| Спортсмен      | Соревнование          | Время   | Место |
| -------------- | --------------------- | ------- | ----- |
| Сергей Рысенко | Кросс-кантри, мужчины | 2:33:10 | 36    |

#### Шоссейный велоспорт
Спортсменов — 8
| Спортсмен          | Гонка                   | Время                 | Место |
| ------------------ | ----------------------- | --------------------- | ----- |
| Сергей Гончар      | Групповая, мужчины      | 5:41:56 (+0:12)       | 21    |
| Сергей Гончар      | Индивидуальная, мужчины | 1:00:44,31 (+3:12,57) | 22    |
| Кирилл Поспеев     | Индивидуальная, мужчины | 5:41:56 (+0:12)       | 23    |
| Ярослав Попович    | Индивидуальная, мужчины | 5:50:35 (+8:51)       | 68    |
| Владимир Дума      | Индивидуальная, мужчины | DNF                   | DNF   |
| Юрий Кривцов       | Индивидуальная, мужчины | DNF                   | DNF   |
| Юрий Кривцов       | Групповая, мужчины      | 59:49,40 (+2:17,66)   | 11    |
| Ирина Чужинова     | Групповая, женщины      | 3:25:42 (+1:18)       | 23    |
| Наталья Качалка    | Групповая, женщины      | 3:28:39 (+4:15)       | 36    |
| Наталья Качалка    | Индивидуальная, женщины | 35:01,05 (+3:49,52)   | 24    |
| Валентина Карпенко | Групповая, женщины      | 3:33:35 (+9:11)       | 43    |

#### Трековый велоспорт
Спортсменов — 7
Преследование
| Спортсмен                                                      | Гонка                   | Квалификация | Квалификация | Первый раунд              | Первый раунд | Финал           | Финал     |
| Спортсмен                                                      | Гонка                   | Время        | Место        | Противник Время           | Место        | Противник Время | Место     |
| -------------------------------------------------------------- | ----------------------- | ------------ | ------------ | ------------------------- | ------------ | --------------- | --------- |
| Владимир Дюдя                                                  | Индивидуальная, мужчины | 4:18,169     | 5            | Роб Хайлес (GBR) 4:22,720 | 7            | Не прошёл       | Не прошёл |
| Владимир Дюдя, Роман Кононенко, Сергей Матвеев, Виталий Попков | Командная, мужчины      | 4:07,175     | 6            | Испания (ESP) 4:05,266    | 6            | Не прошли       | Не прошли |

Гонки по очкам
| Спортсмен                       | Гонка                   | Очки/Круги | Место |
| ------------------------------- | ----------------------- | ---------- | ----- |
| Василий Яковлев                 | Гонка по очкам, мужчины | 3          | 19    |
| Людмила Выпирайло               | Гонка по очкам, женщины | -20        | 18    |
| Владимир Рубин, Василий Яковлев | Мэдисон                 | 9          | 6     |

### Водные виды спорта

#### Плавание
Спортсменов — 27
В следующий раунд на каждой дистанции проходили лучшие спортсмены по времени, независимо от места занятого в своём заплыве.
Мужчины
| Спортсмен                                                     | Соревнование                           | Предварительные заплывы | Предварительные заплывы | Полуфиналы | Полуфиналы | Финал     | Финал     |
| Спортсмен                                                     | Соревнование                           | Результат               | Место                   | Результат  | Место      | Результат | Место     |
| ------------------------------------------------------------- | -------------------------------------- | ----------------------- | ----------------------- | ---------- | ---------- | --------- | --------- |
| Вячеслав Ширшев                                               | 50 м вольным стилем                    | 22,96                   | 28                      | Не прошёл  | Не прошёл  | Не прошёл | Не прошёл |
| Александр Волынец                                             | 50 м вольным стилем                    | 22,41                   | 9                       | 22,18      | 6          | 22,26     | 7         |
| Юрий Егошин                                                   | 100 м вольным стилем                   | 49,73                   | 17                      | Не прошёл  | Не прошёл  | Не прошёл | Не прошёл |
| Дмитрий Верейтинов                                            | 200 м вольным стилем                   | 1:51,38                 | 27                      | Не прошёл  | Не прошёл  | Не прошёл | Не прошёл |
| Сергей Фесенко                                                | 400 м вольный стиль                    | 3:53,41                 | 21                      | Не прошёл  | Не прошёл  | Не прошёл | Не прошёл |
| Игорь Червинский                                              | 1500 м вольным стилем                  | 15:12,58                | 10                      | Не прошёл  | Не прошёл  | Не прошёл | Не прошёл |
| Владимир Николайчук                                           | 100 м на спине                         | 56,62                   | 28                      | Не прошёл  | Не прошёл  | Не прошёл | Не прошёл |
| Владимир Николайчук                                           | 200 м вольным стилем                   | 2:03,21                 | 25                      | Не прошёл  | Не прошёл  | Не прошёл | Не прошёл |
| Олег Лисогор                                                  | 100 м брассом                          | 1:01,21                 | 9                       | 1:01,07    | 5          | 1:02,42   | 8         |
| Валерий Дымо                                                  | 200 м брассом                          | 2:15,52                 | 20                      | Не прошёл  | Не прошёл  | Не прошёл | Не прошёл |
| Денис Силантьев                                               | 100 м баттерфляем                      | 53,46                   | 21                      | Не прошёл  | Не прошёл  | Не прошёл | Не прошёл |
| Андрей Сердинов                                               | 100 м баттерфляем                      | 52,05                   | 2                       | 51,74      | 1 OR       | 51,36     | ER        |
| Денис Силантьев                                               | 200 м баттерфляем                      | 1:58,44                 | 15                      | 1:57,93    | 10         | Не прошёл | Не прошёл |
| Сергей Адвена                                                 | 200 м баттерфляем                      | 1:58,41                 | 14                      | 1:58,11    | 13         | Не прошёл | Не прошёл |
| Сергей Сергеев                                                | 200 м комплексным плаванием            | 2:03,26                 | 22                      | Не прошёл  | Не прошёл  | Не прошёл | Не прошёл |
| Дмитрий Назаренко                                             | 400 м комплекс                         | 4:26,15                 | 26                      | Не прошёл  | Не прошёл  | Не прошёл | Не прошёл |
| Денис Сизоненко, Андрей Сердинов, Павел Хныкин, Юрий Егошин   | Эстафета 4×100 м вольным стилем        | 3:18,95                 | 10                      |            |            | Не прошли | Не прошли |
| Сергей Фесенко Максим Кокоша Дмитрий Верейтинов Сергей Адвена | Эстафета 4×200 м вольным стилем        | 7:24,13                 | 12                      |            |            | Не прошли | Не прошли |
| Павел Илличёв Валерий Дымо Денис Силантьев Юрий Егошин        | Эстафета 4×100 м комплексным плаванием | 3:38,85                 | 8                       |            |            | 3:36,87   | 6         |

Женщины
| Спортсмен                                                        | Соревнование                           | Предварительные заплывы | Предварительные заплывы | Полуфиналы | Полуфиналы | Финал     | Финал     |
| Спортсмен                                                        | Соревнование                           | Результат               | Место                   | Результат  | Место      | Результат | Место     |
| ---------------------------------------------------------------- | -------------------------------------- | ----------------------- | ----------------------- | ---------- | ---------- | --------- | --------- |
| Ольга Мукомол                                                    | 50 м вольным стилем                    | 25,96                   | 23                      | Не прошла  | Не прошла  | Не прошла | Не прошла |
| Ольга Мукомол                                                    | 100 м вольным стилем                   | 57,12                   | 31                      | Не прошла  | Не прошла  | Не прошла | Не прошла |
| Елена Ляпунова                                                   | 200 м вольным стилем                   | 2:02,71                 | 22                      | Не прошла  | Не прошла  | Не прошла | Не прошла |
| Ольга Береснеева                                                 | 400 м вольным стилем                   | 4:26.30                 | 38                      | Не прошла  | Не прошла  | Не прошла | Не прошла |
| Ольга Береснеева                                                 | 800 м вольным стилем                   | 8:57,96                 | 20                      | Не прошла  | Не прошла  | Не прошла | Не прошла |
| Ирина Амшенникова                                                | 100 м на спине                         | 1:02,57                 | 19                      | Не прошла  | Не прошла  | Не прошла | Не прошла |
| Ирина Амшенникова                                                | 200 м вольным стилем                   | 2:14,49                 | 14                      | 2:14,83    | 15         | Не прошла | Не прошла |
| Светлана Бондаренко                                              | 100 м брассом                          | 1:09,35                 | 8                       | 1:08.28    | 6          | 1:08.19   | 7         |
| Ирина Майструк                                                   | 200 м брассом                          | 2:37,42                 | 24                      | Не прошла  | Не прошла  | Не прошла | Не прошла |
| Екатерина Зубкова                                                | 100 м баттерфляем                      | 1:02,22                 | 30                      | Не прошла  | Не прошла  | Не прошла | Не прошла |
| Наталья Самородина                                               | 200 м баттерфляем                      | 2:17,15                 | 27                      | Не прошла  | Не прошла  | Не прошла | Не прошла |
| Яна Клочкова                                                     | 200 м комплексным плаванием            | 2:13,40                 | 2                       | 2:13,30    | 1          | 2:11,14   |           |
| Яна Клочкова                                                     | 400 м комплекс                         | 4:38,36                 | 1                       |            |            | 4:34,83   |           |
| Екатерина Зубкова Яна Клочкова Светлана Бондаренко Ольга Мукомол | Эстафета 4×100 м комплексным плаванием | 4:09,79                 | 10                      |            |            | Не прошли | Не прошли |

#### Прыжки в воду
Спортсменов — 8
| Юрий Шляхов                    | Мужчины, индивидуально трамплин 3 м | 377,19 | 26 | Не прошёл | Не прошёл | Не прошёл | Не прошёл | Не прошёл | Не прошёл |           |           |           |
| Дмитрий Лысенко                | Мужчины, индивидуально трамплин 3 м | 419,16 | 11 | 219,57    | 638,73    | 11        | 410,07    | 629,64    | 11        |           |           |           |
| Роман Володьков                | Мужчины, индивидуально вышка 10 м   | 403,59 | 21 | Не прошёл | Не прошёл | Не прошёл | Не прошёл | Не прошёл | Не прошёл |           |           |           |
| Антон Захаров                  | Мужчины, индивидуально вышка 10 м   | 420,30 | 15 | 175,77    | 596,07    | 16        | Не прошёл | Не прошёл | Не прошёл | Не прошёл | Не прошёл | Не прошёл |
| Роман Володьков, Антон Захаров | Мужчины, синхронно трамплин 3 м     |        |    |           |           |           | 357,66    | 357,66    | 10        |           |           |           |
| Елена Федорова                 | Женщины, индивидуально трамплин 3 м | 290,43 | 13 | 212,85    | 503,28    | 13        | Не прошла | Не прошла | Не прошла |           |           |           |
| Анна Сорокина                  | Женщины, индивидуально трамплин 3 м | 269,52 | 16 | 204,63    | 474,15    | 16        | Не прошла | Не прошла | Не прошла |           |           |           |
| Ольга Леонова                  | Женщины, индивидуально вышка 10 м   | 271,92 | 23 | Не прошла | Не прошла | Не прошла | Не прошла | Не прошла | Не прошла |           |           |           |
| Елена Жупина                   | Женщины, индивидуально вышка 10 м   | 371,10 | 1  | 172,47    | 543,57    | 4         | 325,23    | 497,70    | 9         |           |           |           |

#### Синхронное плавание
Спортсменов — 2
| Спортсменки                   | Соревнование | Техническая программа | Техническая программа | Произвольная программа (предварительная) | Произвольная программа (предварительная) | Произвольная программа (предварительная) | Произвольная программа (предварительная) | Произвольная программа (Финал) | Произвольная программа (Финал) | Произвольная программа (Финал) | Произвольная программа (Финал) |
| Спортсменки                   | Соревнование | Очков                 | Место                 | Очков                                    | Место                                    | Всего очков                              | Место                                    | Очков                          | Место                          | Всего очков                    | Место                          |
| ----------------------------- | ------------ | --------------------- | --------------------- | ---------------------------------------- | ---------------------------------------- | ---------------------------------------- | ---------------------------------------- | ------------------------------ | ------------------------------ | ------------------------------ | ------------------------------ |
| Ирина Гайворонская Дарья Юшко | Дуэт         | 45,417                | 10                    | 46,084                                   | 10                                       | 91,501                                   | 10                                       | 45,834                         | 11                             | 91,251                         | 11                             |

### Фехтование
Спортсменов — 10
Мужчины
| Спортсмен                                                      | Соревнование         | 1/64                              | 1/32                              | 1/16                              | Четвертьфиналы                      | Полуфиналы                                | Матч за 3-е место                          | Финал                | Место |
| Спортсмен                                                      | Соревнование         | Соперник Результат                | Соперник Результат                | Соперник Результат                | Соперник Результат                  | Соперник Результат                        | Соперник Результат                         | Соперник Результат   | Место |
| -------------------------------------------------------------- | -------------------- | --------------------------------- | --------------------------------- | --------------------------------- | ----------------------------------- | ----------------------------------------- | ------------------------------------------ | -------------------- | ----- |
| Богдан Никишин                                                 | Индивидуальная шпага | Александру Нисцор (ROU) пор. 6:15 | Закончил выступление              | Закончил выступление              | Закончил выступление                | Закончил выступление                      | Закончил выступление                       | Закончил выступление |       |
| Максим Хворост                                                 | Индивидуальная шпага |                                   | Ли Сан-Юнг (KOR) пор. 11:15       | Закончил выступление              | Закончил выступление                | Закончил выступление                      | Закончил выступление                       | Закончил выступление |       |
| Дмитрий Карюченко                                              | Индивидуальная шпага | Абдурахмад Дейди (ALG) поб. 15:6  | Кристоф Марик (AUT) поб. 15:7     | Даниэль Стригель (GER) пор. 12:15 | Закончил выступление                | Закончил выступление                      | Закончил выступление                       | Закончил выступление |       |
| Богдан Никишин Виталий Ошаров Дмитрий Карюченко Максим Хворост | Командная шпага      |                                   |                                   |                                   | Венгрия (HUN) пор. 34:38            | Матч за 5-8 место Египет (EGY) поб. 45:36 | Матч за 5-6 место США (USA) поб. 45:33     |                      | 5     |
| Владислав Третьяк                                              | Индивидуальная сабля |                                   | Балас Легвил (HUN) поб. 15:12     | Луиджи Тарантино (ITA) поб. 15:8  | Владимир Лукашенко (UKR) поб. 15:12 | Жсолт Немчик (HUN) пор. 11:15             | Дмитрий Лапкес (BEL) поб. 15:11            |                      |       |
| Владимир Лукашенко                                             | Индивидуальная сабля |                                   | Рензо Агресто (BRA) поб. 15:14    | Вирадеч Косни (THA) поб. 15:11    | Владислав Третьяк (UKR) пор. 12:15  | Закончил выступление                      | Закончил выступление                       | Закончил выступление |       |
| Владимир Калюжный                                              | Индивидуальная сабля |                                   | Алексей Дятченко (RUS) поб. 15:10 | Дмитрий Лапкес (BEL) пор. 9:14    | Закончил выступление                | Закончил выступление                      | Закончил выступление                       | Закончил выступление |       |
| Олег Штурбабин Владимир Калюжный Владимир Лукашенко            | Командная сабля      |                                   |                                   |                                   | Италия (ITA) пор. 44:45             | Матч за 5-8 место Греция (GRE) поб. 45:39 | Матч за 5-6 место Венгрия (USA) пор. 40:45 |                      | 6     |

Женщины
| Спортсмен          | Соревнование         | 1/64               | 1/32                            | 1/16                  | Четвертьфиналы        | Полуфиналы            | Матч за 3-е место     | Финал                 | Место |
| Спортсмен          | Соревнование         | Соперник Результат | Соперник Результат              | Соперник Результат    | Соперник Результат    | Соперник Результат    | Соперник Результат    | Соперник Результат    | Место |
| ------------------ | -------------------- | ------------------ | ------------------------------- | --------------------- | --------------------- | --------------------- | --------------------- | --------------------- | ----- |
| Надежда Казимирчук | Индивидуальная шпага |                    | Ли Жанг (CHN) пор. 9:10         | Закончила выступление | Закончила выступление | Закончила выступление | Закончила выступление | Закончила выступление |       |
| Дарья Недашковская | Индивидуальная сабля |                    | Сесиль Алжиорас (FRA) пор. 9:15 | Закончила выступление | Закончила выступление | Закончила выступление | Закончила выступление | Закончила выступление |       |

### Гандбол
Женская сборная: 

Состав: Анастасия Бородина, Наталья Борисенко, Анна Бурмистрова, Ирина Гончарова, Наталья Ляпина, Галина Маркушевская, Елена Радченко, Оксана Райхель, Людмила Шевченко, Татьяна Шинкаренко, Анна Сюкало, Елена Цыгица, Марина Вергелюк, Елена Яценко, Лариса Заспа
Групповой этап:
| Место | Команда  | В | Н | П | МЗ  | МП  | МР  | Очки |
| ----- | -------- | - | - | - | --- | --- | --- | ---- |
| 1     | Украина  | 4 | 0 | 0 | 99  | 82  | +17 | 8    |
| 2     | Венгрия  | 3 | 0 | 1 | 118 | 93  | +25 | 6    |
| 3     | Китай    | 2 | 0 | 2 | 106 | 90  | +16 | 4    |
| 4     | Бразилия | 1 | 0 | 3 | 97  | 105 | −8  | 2    |
| 5     | Греция   | 0 | 0 | 4 | 74  | 124 | −50 | 0    |

| 17 августа 2004 14:30 | Украина (UKR) | 26:21 (15:10) | Китай (CHN) | Олимпийский комплекс «Фалиро» Судьи: Брето, Уэлин |
| 17 августа 2004 14:30 | Райхель 9     | Голы          | Ли Вэйвэй 7 | Олимпийский комплекс «Фалиро» Судьи: Брето, Уэлин |

| 19 августа 2004 19:30 | Бразилия (BRA) | 19:21 (10:11) | Украина (UKR)      | Олимпийский комплекс «Фалиро» Судьи: Гардиновацки, Марич |
| 19 августа 2004 19:30 | А.Силва 6      | Голы          | Яценко 5, Ляпина 5 | Олимпийский комплекс «Фалиро» Судьи: Гардиновацки, Марич |

| 21 августа 2004 16:30 | Украина (UKR) | 29:20 (15:10) | Греция (GRE) | Олимпийский комплекс «Фалиро» Судьи: Гардиновацки, Марич |
| 21 августа 2004 16:30 | Ляпина 7      | Голы          | Колия 10     | Олимпийский комплекс «Фалиро» Судьи: Гардиновацки, Марич |

| 23 августа 2004 19:30 | Венгрия (HUN) | 22:23 (12:8) | Украина (UKR) | Олимпийский комплекс «Фалиро» Судьи: Ойе, Тогстад |
| 23 августа 2004 19:30 | Радулович 9   | Голы         | Ляпина 8      | Олимпийский комплекс «Фалиро» Судьи: Ойе, Тогстад |

Четвертьфинал 

| 26 августа 2004 14:30 | Украина (UKR)                        | 25:23 (12:9) | Испания (ESP) | Олимпийский комплекс «Фалиро» Судьи: Ханссон, Олссон |
| 26 августа 2004 14:30 | Вергелюк 4, Ляпина 4, Маркушевская 4 | Голы         | Ортуньо 6     | Олимпийский комплекс «Фалиро» Судьи: Ханссон, Олссон |

Полуфинал: 

| 27 августа 2004 21:30 | Дания (DEN) | 29:20 (13:11) | Украина (UKR) | Олимпийский комплекс «Эллинико» Судьи: Лемме, Ульрих |
| 27 августа 2004 21:30 | Фруелунд 9  | Голы          | Ляпина 5      | Олимпийский комплекс «Эллинико» Судьи: Лемме, Ульрих |

Матч за 3-е место: 

| 28 августа 2004 16:30 | Украина (UKR) | 21:18 (10:10) | Франция (FRA) | Олимпийский комплекс «Эллинико» Судьи: Рожечник, Репенсек |
| 28 августа 2004 16:30 | Вергелюк 6    | Голы          | Лежен 7       | Олимпийский комплекс «Эллинико» Судьи: Рожечник, Репенсек |

Итог — -е место.

### Современное пятиборье
Спортсменов — 1
| Спортсменка      | Стрельба | Стрельба | Фехтование | Фехтование | Плавание | Плавание | Конкур | Конкур | Бег      | Бег  | Всего | Место |
| Спортсменка      | Счёт     | Очки     | Побед      | Очки       | Время    | Очки     | Счёт   | Очки   | Время    | Очки | Всего | Место |
| ---------------- | -------- | -------- | ---------- | ---------- | -------- | -------- | ------ | ------ | -------- | ---- | ----- | ----- |
| Виктория Терещук | 177      | 1060     | 11         | 692        | 2:19,98  | 1244     | 84     | 1116   | 12:10,68 | 1144 | 5256  | 7     |

### Парусный спорт
| Спортсмен                                         | Дисциплина         | Гонка | Гонка | Гонка | Гонка | Гонка | Гонка | Гонка | Гонка | Гонка | Гонка | Гонка | Гонка | Гонка | Гонка | Гонка | Гонка | Сумма | Место |
| Спортсмен                                         | Дисциплина         | 1     | 2     | 3     | 4     | 5     | 6     | 7     | 8     | 9     | 10    | 11    | 12    | 13    | 14    | 15    | М     | Сумма | Место |
| ------------------------------------------------- | ------------------ | ----- | ----- | ----- | ----- | ----- | ----- | ----- | ----- | ----- | ----- | ----- | ----- | ----- | ----- | ----- | ----- | ----- | ----- |
| Максим Оберемко                                   | Мистраль (мужчины) | 20    | 14    | 7     | 13    | 20    | 20    | DSQ   | 9     | 26    | 11    | 6     | -     | -     | -     | -     | -     | 146   | 17    |
| Ольга Масливец                                    | Мистраль (женщины) | 5     | 4     | 11    | 12    | 10    | DSQ   | 8     | 9     | 11    | 13    | 20    | -     | -     | -     | -     | -     | 103   | 10    |
| Евгений Браславец, Игорь Матвеенко                | 470 (мужчины)      | 10    | 4     | 1     | DNF   | 8     | 7     | 18    | 12    | 13    | 24    | 9     | -     | -     | -     | -     | -     | 106   | 9     |
| Руслана Таран, Анна Калинина, Светлана Матевушева | Инглинг            | 10    | 3     | 9     | 3     | 7     | 2     | 2     | 8     | 1     | 16    | 5     | -     | -     | -     | -     | -     | 50    |       |
| Юрий Орлов                                        | Лазер              | 36    | 32    | 23    | 29    | 24    | 36    | 40    | 36    | 35    | 30    | 33    | -     | -     | -     | -     | -     | 314   | 36    |
| Родион Лука, Георгий Леончук                      | 49er               | 4     | 15    | 3     | 7     | 2     | 10    | 7     | 5     | 9     | 5     | 3     | 10    | 6     | 5     | 3     | 3     | 72    |       |

### Лёгкая атлетика
Женщины
Трековые дисциплины
| Спортсмен                                                           | Дисциплина              | Квалификация    | Квалификация    | Четвертьфинал        | Четвертьфинал        | Полуфинал            | Полуфинал            | Финал                | Финал                |
| Спортсмен                                                           | Дисциплина              | Результат       | Место           | Результат            | Место                | Результат            | Место                | Результат            | Место                |
| ------------------------------------------------------------------- | ----------------------- | --------------- | --------------- | -------------------- | -------------------- | -------------------- | -------------------- | -------------------- | -------------------- |
| Наталья Беркут                                                      | 10000 м                 | н/д             | н/д             | н/д                  | н/д                  | н/д                  | н/д                  | Не финишировала      | Не финишировала      |
| Жанна Блок                                                          | 100 м                   | 11.27           | 2 Q             | 11.27                | 5 q                  | 11.23                | 6                    | Не классифицировался | Не классифицировался |
| Елена Красовская                                                    | 100 м с барьерами       | 12.84           | 3 q             | н/д                  | н/д                  | 12.58                | 3 Q                  | 12.45                | 2                    |
| Ирина Лищинская                                                     | 1500 м                  | Не финишировала | Не финишировала | н/д                  | н/д                  | Не классифицировался | Не классифицировался | Не классифицировался | Не классифицировался |
| Марина Майданова                                                    | 200 м                   | 22.76           | 3 Q             | 22.86                | 3 Q                  | 22.75                | 5                    | Не классифицировался | Не классифицировался |
| Неля Непорадная                                                     | 1500 м                  | 4:08.60         | 9               | н/д                  | н/д                  | Не классифицировался | Не классифицировался | Не классифицировался | Не классифицировался |
| Татьяна Петлюк                                                      | 800 м                   | 2:02.07         | 3 Q             | н/д                  | н/д                  | 1:59.48              | 3                    | Не классифицировался | Не классифицировался |
| Татьяна Терещук-Антипова                                            | 400 м с барьерами       | 54.63           | 2 Q             | н/д                  | н/д                  | 53.37 NR             | 3 Q                  | 53.44                | 3                    |
| Татьяна Ткалич                                                      | 100 м                   | 11.58           | 4               | Не классифицировался | Не классифицировался | Не классифицировался | Не классифицировался | Не классифицировался | Не классифицировался |
| Наталья Тобиас                                                      | 1500 м                  | 4:06.06         | =1 Q            | н/д                  | н/д                  | 4:07.55              | 6                    | Не классифицировался | Не классифицировался |
| Антонина Ефремова                                                   | 400 м                   | 51.53           | 3 Q             | н/д                  | н/д                  | 51.90                | 6                    | Не классифицировался | Не классифицировался |
| Вера Зозуля                                                         | ходьба на 20 километров | н/д             | н/д             | н/д                  | н/д                  | н/д                  | н/д                  | 1:38:45              | 42                   |
| Жанна Блок Ирина Кожемякина Марина Майданова Татьяна Ткалич         | эстафета 4×100 метров   | 43.77           | 7               | н/д                  | н/д                  | н/д                  | н/д                  | Не классифицировался | Не классифицировался |
| Оксана Илюшкина Наталmz Пигида Александра Рыжкова Антонина Ефремова | эстафета 4×400 метров   | 3:28.62         | 7               | н/д                  | н/д                  | н/д                  | н/д                  | Не классифицировался | Не классифицировался |

Технические дисциплины
| Дисциплина      | Спортсмен         | Квалификация | Квалификация | Финал     | Финал |
| Дисциплина      | Спортсмен         | Результат    | Место        | Результат | Место |
| --------------- | ----------------- | ------------ | ------------ | --------- | ----- |
| прыжки с шестом | Анжела Балахонова | 4,40         | 13           | 4,40      | 6     |

### Триатлон
Спортсменов — 2
| Спортсмен             | Соревнование                | Плавание | Велосипед      | Бег            | Всего          | Место          |
| --------------------- | --------------------------- | -------- | -------------- | -------------- | -------------- | -------------- |
| Владимир Поликарпенко | Индивидуальные соревнования | 18:03    | 1:05:53        | 33:43          | 1:57:39,28     | 30             |
| Андрей Глущенко       | Индивидуальные соревнования | 18:05    | Не финишировал | Не финишировал | Не финишировал | Не финишировал |

### Тяжёлая атлетика
Спортсменов — 9
Мужчины
| Категория    | Спортсмен             | Масса  | Рывок | Рывок | Рывок | Толчок | Толчок | Толчок | Всего | Место |
| Категория    | Спортсмен             | Масса  | 1     | 2     | 3     | 1      | 2      | 3      | Всего | Место |
| ------------ | --------------------- | ------ | ----- | ----- | ----- | ------ | ------ | ------ | ----- | ----- |
| До 94 кг     | Анатолий Мищук        | 94     | 170   | 175   | 177,5 | 207,5  | 212,5  | 215    | 387,5 | 8     |
| До 105 кг    | Николай Гордейчук     | 105    | 185   | 195,5 | 195,5 | 210    | -      | -      | 395   | 10    |
| До 105 кг    | Игорь Разарёнов       | 105    | 185   | 190   | 190   | 230    | 230    | 235    | 420   |       |
| Свыше 105 кг | Геннадий Красильников | 120    | 195   | 195   | 200   | 235    | 240    | 240    | 440   | 4     |
| Свыше 105 кг | Алексей Колокольцев   | 130,25 | 190   | 195   | 195   | 235    | 242,5  | 252,5  | 437,5 | 5     |

Женщины
| Категория   | Спортсмен             | Масса | Рывок | Рывок | Рывок | Толчок | Толчок | Толчок | Всего | Место |
| Категория   | Спортсмен             | Масса | 1     | 2     | 3     | 1      | 2      | 3      | Всего | Место |
| ----------- | --------------------- | ----- | ----- | ----- | ----- | ------ | ------ | ------ | ----- | ----- |
| До 63 кг    | Наталья Скакун        | 63    | 100   | 105   | 107,5 | 125    | 135    | -      | 242,5 |       |
| До 69 кг    | Ванда Масловская      | 69    | 105   | 110   | 110   | 130    | 135    | 140    | 245   | 5     |
| Свыше 75 кг | Ольга Коробка         | 167   | 125   | 125   | 130   | 155    | 160    | 167,5  | 280   | 7     |
| Свыше 75 кг | Виктория Шаймарданова | 75    | 122,5 | 127,5 | 130   | 150    | 150    | 150    | 180   | 5     |